# Anopheles mascarensis
Anopheles mascarensis är en tvåvingeart som beskrevs av Meillon 1947. Anopheles mascarensis ingår i släktet Anopheles och familjen stickmyggor.
Artens utbredningsområde är Madagaskar. Inga underarter finns listade i Catalogue of Life.